# Maurizio Serra
Maurizio Enrico Luigi Serra (* 3. Juni 1955 in London) ist ein italienischer Diplomat, Historiker und Schriftsteller, der unter anderem zwischen 2010 und 2013 Ständiger Vertreter bei der UNESCO sowie von 2013 bis 2018 Ständiger Vertreter beim Büro der Vereinten Nationen in Genf war. Für sein Buch „Malaparte, vies et légendes“ erhielt er 2011 den Prix Goncourt in der Kategorie Biografie sowie 2020 den Premio Viareggio für sein Gesamtwerk. 2020 wurde er als Nachfolger von Simone Veil auf dem Fauteuil 13 Mitglied der Académie française und damit als erster Italiener Mitglied der Académie française.

## Leben

### Studium und diplomatische Laufbahn
Maurizio Enrico Serra, der aus Grundbesitzer-, Offiziers- und Akademikerfamilien aus der Emilia-Romagna und Venetien stammt, ist der Sohn des Historikers und Hochschullehrers Enrico Serra, der zwischen 1972 und 1992 Leiter des Dienstes für Geschichte und Dokumentation (Servizio Storico e Documentazione) des Außenministeriums von Italien war. Nachdem er mehrere Jahre in England verbracht hatte, ließen sich seine Eltern für einige Zeit in Frankreich nieder. Dort begann er seine Schulausbildung und setzte sie nach der Rückkehr der Familie nach Italien am Lycée Chateaubriand di Roma fort. Ein darauf folgendes Geschichtsstudium an der Universität La Sapienza schloss er 1977 „summa cum laude“ mit einer Masterarbeit über die Kulturpolitik des Vichy-Regimes ab, aus der drei Jahre später sein erstes Buch, „Una cultura dell'autorità. La Francia di Vichy“ hervorging, für das der Historiker Renzo De Felice das Vorwort schrieb. Nachdem er seinen Militärdienst bei den Ingenieur- und Pioniertruppen abgeschlossen hatte, trat er 1978 in den diplomatischen Dienst des Außenministeriums. Nach einer Verwendung von 1981 bis 1984 als Attaché an der Botschaft in der Deutschen Demokratischen Republik, war er zwischen 1984 und 1986 Erster Sekretär an der Botschaft in der Sowjetunion. Anschließend war er von 1986 bis 1991 als Erster Botschaftsrat an der Botschaft im Vereinigten Königreich sowie zwischen 1991 und 1997 stellvertretender Exekutivdirektor der Europäischen Bank für Wiederaufbau und Entwicklung (EBWE) in London und damit ein enger Mitarbeiter der damaligen Präsidenten der Bank, Jacques Attali (1991–1993) beziehungsweise Jacques de Larosière (1993–1998).
Nach weiteren Verwendungen wurde Serra 2002 zum Gesandten ernannt und fungierte bis 2008 als Direktor des Diplomatischen Instituts des Außenministeriums (Istituto diplomatico „Mario Toscano)“, des Ausbildungszentrums für den diplomatischen Dienst. Darüber hinaus war er als Dozent für internationale Beziehungen an der Libera Università Internazionale degli Studi Sociali (LUISS) in Rom und der Scuola IMT Alti Studi Lucca in Lucca tätig. 2008 wurde er Korrespondierendes Mitglied der Académie des sciences morales et politiques (ASMP) in Paris. Er war vom 12. Januar 2010 bis zum 1. September 2013 Ständiger Vertreter bei der UNESCO sowie zwischen dem 2. September 2013 und dem 1. Juli 2018 Ständiger Vertreter beim Büro der Vereinten Nationen in Genf. Im Anschluss fungierte er im Außenministerium noch als Verantwortlicher für die Entwicklung der Kulturpolitik im Ausland.

### Schriftsteller und Ehrungen
Gleichzeitig übte Maurizio Serra eine intensive Tätigkeit als Essayist, Biograf und Dozent auf Italienisch, Französisch und nebenbei auch auf Englisch und Deutsch aus. Seine Werke wurden in mehrere Sprachen übersetzt und er hat mehrere historische Werke herausgegeben, darunter die Neuausgabe von „Au Palais Farnèse. Souvenirs d’une ambassade à Rome, 1938–1940“ (‚Im Farnese-Palast. Erinnerungen an eine Botschaft in Rom, 1938–1940‘)von André François-Poncet. 2000 gewann er zusammen mit François Fejtő den Botschafterpreis für „Le Passager du siècle“ (‚Der Passagier des Jahrhunderts‘). 2008 verlieh ihm die Académie française den Preis für die Vermittlung französischer Sprache und Literatur (Prix du Rayonnement de la langue et de la littérature françaises) für „Les Frères séparés. Drieu la Rochelle, Aragon, Malraux face à l’histoire“ (‚Die getrennten Brüder: Drieu la Rochelle, Aragon, Malraux im Angesicht der Geschichte‘).
2011 erhielt er den Prix Casanova und den Prix Goncourt in der Kategorie Biografie für „Malaparte, Vies et Légendes“ (‚Malaparte, Leben und Legenden‘) und 2018 den Preis der Fondation Prince Pierre de Monaco für sein gesamtes Werk. Sein biografisches Werk „D’Annunzio le Magnifique“ (‚D’Annunzio der Prächtige‘) wurde 2018 mit dem Prix Chateaubriand und 2019 mit dem Preis der Akademie der Literatur 1900–1950 (Académie des littératures 1900–1950) ausgezeichnet. Seine Werke wurden auch in Italien ausgezeichnet: „Fratelli separati: Drieu la Rochelle, Aragon, Malraux“ 2008 mit dem Premio Acqui Storia und „Malaparte, vite e leggende“ 2013 ebenfalls mit dem Premio Acqui Storia. 2020 wurde ihm der Premio Viareggio verliehen, mit dem zuvor im französischen Bereich Aimé Césaire, Edgar Morin, Jean Daniel und Roger Kardinal Etchegaray geehrt wurden, und der sein gesamtes Schaffen würdigte.
Maurizio wurde am 9. Januar 2020 als Nachfolger von Simone Veil auf dem Fauteuil 13 Mitglied der Académie française, wobei Xavier Darcos am 31. März 2022 die Einführung zu seiner ersten Rede mit einer Würdigung seiner Vorgängerin Simone Veil hielt. Serra wurde als erster Italiener Mitglied der Académie française.
Für die Akademie verfasste er ferner „Du bon usage des titres“ (‚Über die gute Verwendung von Titeln‘, 1. Juli 2021), „Écritures contre le désarroi de notre temps“ (‚Schriften gegen die Unordnung unserer Zeit‘, 25. Oktober 2022) sowie „Discours sur la Vertu“ (‚Diskurs über Tugend‘, 30. November 2023).
Sein Werk „Le Mystère Mussolini“ (‚Das Mussolini-Mysterium‘) wurde 2021 mit dem Grand prix de la biographie politique du Touquet-Paris-Plage sowie mit dem Preis für historische Bücher des Cercle de l’Union interalliée ausgezeichnet. 2023 verlieh ihm die Universität Turin zudem einen Ehrendoktortitel. Ferner wurde er 27. Dezember 2019 zunächst Großoffizier des Verdienstordens der Italienischen Republik und erhielt am 2. Juli 2021 zudem das Großkreuz dieses Ordens sowie des WeiterenKommandeur des Ordre des Arts et des Lettres.

## Werke

### „Le Passager du siècle. Guerres. Révolutions. Europes“ (1999)
Am Vorabend des Jahres 2000 beantwortete mit François Fejtő (1909–2008) ein außergewöhnlicher Zeuge, geborener Ungar, Kosmopolit aus Berufung, französischer Intellektueller seit den 1930er Jahren, weltweit gefeierter Autor der Geschichte der Volksdemokratien, an Maurizio Serra, einen Freund aus einer anderen Generation, Fragen über die Größe und Knechtschaft eines „verrückten Jahrhunderts“. Fejtö, der 1914 fünf Jahre alt war, erlebte aus nächster Nähe alle ideologischen und politischen Kämpfe unserer Zeit, von der Agonie des Versailles-Systems bis zum Spanischen Bürgerkrieg, vom antifaschistischen Widerstand bis zum Kampf gegen den Sowjetimperialismus während des Zweiten Weltkriegs, den Kalten Krieg, von der Dekolonisierung bis zum Aufstieg der neuen internationalen Ordnung. Er stand Paul Nizan, Emmanuel Mounier und Albert Camus nahe, war ein kritischer Gesprächspartner von André Malraux und Jean-Paul Sartre, verkehrte mit den großen Persönlichkeiten der Komintern und der kommunistischen Bewegung, interagierte mit den Herren des Kremls, mit Josip Broz Tito, Fidel Castro und Willy Brandt, bewunderte und kritisierte die General Charles de Gaulle und François Mitterrand. In diesen Gesprächen, in denen Ironie und Offenheit niemals fehlen, findet man die Lektion eines freien Europäers, der auch im Alter nie aufhörte, sich über das Gute und das Böse unserer Zivilisation zu fragen. Er ist außerordentlich begabt für den Kampf der Ideen und bleibt nach so vielen Prüfungen der Liebe zum Leben und zu den Menschen treu, die ihn auf seiner Reise durch das Jahrhundert inspiriert haben.

### „Les Frères séparés. Drieu la Rochelle, Aragon et Malraux face à l’Histoire“ (2009)
In diesem Werk stellt Maurizio Serra die Arbeit, das politische Handeln und das Erbe von Pierre Drieu la Rochelle, Louis Aragon und André Malraux vor, über die es in Frankreich und auf der ganzen Welt umfangreiche Literatur gibt. Es ist jedoch keine Studie bekannt, die darauf abzielt, ihre sich überschneidenden Reiserouten sowohl aus chronologischer als auch thematischer Sicht vor dem Hintergrund der europäischen „Bürgerkriege“ ihrer Zeit zu analysieren. Serra las diesen bedeutsamen Moment in der „französischen Ideologie“ des 20. Jahrhunderts noch einmal, in dem Revolution und Anarchie, Kommunismus und Faschismus, Surrealismus und Dekadenz, Widerstand und Kollaboration, Patriotismus und „die Partei des Ausländers“, Gaullismus und Internationalismus aufeinanderprallen. Er stellt ein außergewöhnliches Schicksal dreier „wütend“ engagierter Intellektueller dar. Drei Männer, vereint und zerrissen durch ihre Widersprüche, ihre Leidenschaften, ihre inneren Dämonen. „Fratelli separati“ wurde 2006 in Italien veröffentlicht und vom Autor für eine 2009 erschienene französische Version vollständig überarbeitet.

### „Malaparte, vies et légendes“ (2011)
Diese Biografie handelt von Curt Erich Suckert, bekannt als Curzio Malaparte (1898–1957), ein italienischer Schriftsteller mit einem deutschen Vater und einer kosmopolitischen Berufung, sich allen Konventionen seiner Zeit in einem extravaganten Epos widersetzte, in dem sich mehrere Leben und Legenden vermischen. Frühreifes Talent, mit einer Sensibilität, die durch das Blutbad von 1914 geweckt wurde, das er als Freiwilliger in Frankreich erlebte, ein geschickter Verschwörer, Sondergesandter an allen Kriegsfronten, der in der Lage war, von Wohnzimmern in Schützengräben, von Fabriken zu langen Märschen, von Scheiterhaufen bis hin zu Weihwasserbecken gehen, von Lenin bis Hitler, von Mussolini bis Mao, von Anarchisten bis zum Papst, Kämpfer für alle Anliegen und ihre Gegensätze, Malaparte war ein wesentlicher Vorläufer des engagierten Intellektuellen. Der weltberühmte Autor von „Die Technik des Staatsstreichs“, „Kaputt“ und „Die Haut“ ist ein Mythoman, ein Exhibitionist, ein eingefleischter Verführer und ein „Chamäleon“, das bereit ist, alle Kräfte zu nutzen und zu bedienen. Er wird alles getan haben, um sein wahres Gesicht zu verbergen. Als Prophet des Niedergangs Europas angesichts der Weltmächte (UdSSR, USA, China) und Massenideologen (Faschismus, Kommunismus, Dritte Welt) bleibt er der große Unbekannte unter den großen Interpreten des 20. Jahrhunderts. Ziel dieser speziell für die französische Öffentlichkeit verfassten Biografie ist es, auf der Grundlage umfangreicher, oft unveröffentlichter Materialien ein Porträt des Mannes zu zeichnen, der „bei Austerlitz verlieren und bei Waterloo gewinnen“ wollte.

### „Italo Svevo ou l’antivie“ (2013)
Dieses Buch ist die Lebensbeschreibung von Ettore Schmitz, in der Kunst als Italo Svevo (1861–1928) bekannt, ein wesentlicher Protagonist der Moderne, der auf der ganzen Welt gelesen und übersetzt wird, und doch unbekannt bleibt. Es ist wahr, dass der Mensch alle Paradoxien praktiziert hat. Der in Triest geborene Kosmopolit, der drei Viertel seines Lebens Untertan Österreich-Ungarns war, „schrieb lieber schlecht auf Italienisch, was er gut auf Deutsch hätte schreiben können“, so die perfiden Worte seines Gegenspielers, des Dichters Umberto Saba. Als kluger Händler und wohlhabender Industrieller in der Lackfabrik seiner Schwiegereltern „betrat er La Trappe“ und distanzierte sich ein Vierteljahrhundert lang von der Literatur. Als Jude, der nach seiner Heirat zum Katholizismus konvertierte, blieb er Agnostiker und forderte eine Beerdigung „ohne Priester oder Rabbiner“. Als tadelloser Ehemann und Vater träumte er davon, Frauen in Stücke zu schneiden und ihre Stiefel zu essen. Im Grunde genommen unpolitisch, begrüßte er den Flächenbrand von 1914 ohne Begeisterung. Als Italiener mit Herz und Überzeugung erkannte er schon früh, dass die Unruhen der Zwischenkriegszeit in die Ära des Faschismus führen würden. Obwohl er der Psychoanalyse gegenüber sehr misstrauisch war, schrieb er dennoch mit „La coscienza di Zeno“ (‚Das Gewissen des Zeno‘, 1923) den ersten psychoanalytischen Roman. Dank der Freundschaft von James Joyce und Valery Larbaud wurde er von der europäischen Elite entdeckt, hatte aber kaum Zeit, diese späte Anerkennung zu genießen, starb und hinterließ sein letztes Meisterwerk, „Il vecchione“ (‚Der alte Mann‘), unvollendet. Kurz gesagt, Svevo bleibt größtenteils ein Rätsel, und ein Mann, der seine Arbeit zum Sitz seines Lebens gemacht hat, dessen „Anti-Leben“, das er vergessen wollte, aber noch aufschlussreicher ist.

### „Une génération perdue. Les Poètes-guerriers dans l’Europe des années 1930“ (2015)
In diesem Buch stellt Serra eine Reihe literarische Persönlichkeiten der Zwischenkriegszeit vor. Sie waren von Mythen und Taten fasziniert und die „Kinder“ von Gabriele D’Annunzio, Maurice Barrès, Ernst Jünger und T. E. Lawrence. Sie hatten eine Vorliebe für Utopie, den Jugendkult und den schönen Tod. Ihre Namen waren René Crevel, Klaus Mann, W. H. Auden, Stephen Spender und Lauro de Bosis. Zu jung, um die Strapazen der Schützengräben im Ersten Weltkrieg miterlebt zu haben, und gequält von dem Gefühl, die große Chance ihres Lebens verpasst zu haben, hofften sie, ihre Existenz „unnachahmlich“ zu machen. Für diese bewaffneten Ästheten, kriegerische Dichter auf der Suche nach Heldentum, bot die Ära des aufkommenden Totalitarismus eine unerwartete Chance, sich Gehör zu verschaffen. Der Spanische Bürgerkrieg war ihr Moment. Sie erlagen der marxistischen oder faschistischen Versuchung, sie fielen mit der Waffe in der Hand, am Steuer eines Flugzeugs oder mit einer Kugel in der Schläfe, sie glitten manchmal der Selbstzerstörung entgegen: Keine ideologische Kohärenz eint ihre Gruppe, sondern der Bruch mit der Welt der Väter, der Aufstand der Sinne, die Versuchung des Absoluten.

### „D’Annunzio le Magnifique“ (2018)
Nach dieser Biografie von Gabriele D’Annunzio (1863–1938) ist es heute schwer vorstellbar, dass dieser die am meisten umzingelte, am meisten nachgeahmte und eifersüchtigste Schriftstellerfigur seiner Zeit war. Henry James, George Bernard Shaw, Stefan George, Heinrich und Thomas Mann, Karl Kraus, Hugo von Hofmannsthal, Rudyard Kipling, Robert Musil, James Joyce, T. E. Lawrence, Ezra Pound, Ernest Hemingway, Bertolt Brecht, Jorge Luis Borges und alle Franzosen – von Remy de Gourmont bis Jean Cocteau, Paul Morand, Marguerite Yourcenar – drei Generationen von Intellektuellen haben ihn gelesen, studiert und kopiert, auch wenn das bedeutete, es hinterher zu leugnen oder zu vergessen. Eine Legende, schwarz und rosa zugleich, hat sich um einen außergewöhnlichen Mann entwickelt, dessen vielseitiges Talent, außergewöhnliche Vitalität und körperlicher Mut sowie die Vorliebe, sich in allen Bereichen zu übertreffen, unwiderstehlich an Pablo Picassos Minotaurus erinnern. Dieses Buch möchte ihn wieder so entdecken, wie er war. D’Annunzio war nicht nur Dichter, Romancier, Dramatiker, Verführer, der die Schlagzeilen seiner Zeit machte, Flieger, Kriegsheld, Condottiere, Comandante in Fiume, bis er sich in den letzten siebzehn Jahren freiwillig in seinem Vittoriale-Palast am Gardasee zurückzog, gekleidet in ein selbst gesponnenes Kleid. Er war von Anfang bis Ende ein Poet der Tat, der aus all diesen verschiedenen Elementen bestand, ein Barde, dessen Bewegung aufrichtet, dessen Rückzug lähmt und dessen Trägheit tötet. Kein Abenteurer, sondern ein wahrer Fürst des Abenteuers, Vorläufer von Lawrence von Arabien, Antoine de Saint-Exupéry, André Malraux und Romain Gary, die sich von ihm inspirieren ließen.

### „Amours diplomatiques“ (2020)
In diesem Buch erlebt ein im Exil lebender Botschafter aus einem fernen Land im Bürgerkrieg die Hoffnungen und Illusionen einer von der Geschichte hinweggefegten Existenz wie seine große Liebe von damals. Ein japanischer Kulturattaché verfolgt die Frau seiner Träume, von Rom am Vorabend des Krieges über Tokio zwanzig Jahre später bis ins heutige Denver. Eine schöne alkoholkranke Frau fährt mit ihrem Alfa Romeo am Genfersee entlang auf der Suche nach dem Mann ihres Lebens, der gerade verstorben ist – was sie vorgibt zu ignorieren. Drei schillernde und lustige Geschichten, die einen einzigen Roman ergeben, durchdrungen von gruseliger Melancholie und schmerzhafte Parodie.

### „Le Mystère Mussolini“ (2021)
Dieses Buch ist weder eine reine Mussolini-Biographie noch eine Geschichte des italienischen Faschismus, sondern der erste vorläufige – und schließlich in Frankreich geschriebene – „d’essayer de dévoiler“, also ein erster Versuch, das „Mystère“ einer Persönlichkeit, die hier nicht in Wahrheit des Diktators, ob rechts oder links, wieder zusammengesetzt wird, zu enthüllen. Als äußerst komplexer Mann und politischer Führer voller Widersprüche, der seine Vorbilder bei Napoleon Bonaparte und dann bei Gaius Iulius Caesar orientierte, bevor er von Hitler fasziniert war, kann der „Duce“ das Bild eines tragischen Schauspielers im Sinne Friedrich Nietzsches und eines gescheiterten Revolutionärs vermitteln. Allerdings modernisierte er sein Land und faszinierte Europa, bevor er in den Niedergang verfiel und der Hass auf einen Bürgerkrieg den Weltkrieg ablöste.
Maurizio Serra erzählt von Mussolinis gewundenen und leidenschaftlichen Schicksal auf der Grundlage einer tadellosen Dokumentation, in einem fließenden Stil, der in die Abstammung von Italo Svevo und den Ruf seiner meisterhaften Biografien von Malaparte oder d’Annunzio eingeschrieben ist.

### „Visiteur“ (2023)
Dieser Roman Serras in drei Geschichten knüpft an „Les Amours Diplomatiques“ an, den er komplettiert und abschließt. Die beiden Bücher und die sechs Geschichten, aus denen sie bestehen, bilden im Idealfall nur eines. In „L’Exilé de la costiera“ (‚Das Exil der Costiera‘) wollte der Autor einen zeitgenössischen Fatalisten namens Jacques den beiden Polen gegenüberstellen, dem Positiven und dem Negativen, die eine bewusst marginalisierte Existenz dominieren. „Terminus Phnom Penh?“ (‚Endstation Phnom Penh?‘) wurde lange vor der Pandemie konzipiert, was die Halluzinationen des Protagonisten leider anzukündigen scheinen. „Suleika et le Gouverneur“ (‚Suleika und der Gouverneur‘) ist vor allem eine Stilübung als Hommage an die französischen und europäischen Klassiker der Kurzgeschichte: Denn in der Literatur bewundert Serra vor allem das, was gesammelt wird. Die Natur der Charaktere, die sie hervorrufen, interessiert weniger als die Bewegung, die sie trägt. Einige sind stark hervorgehoben, andere deuten an oder sind gelöscht. Wenn zwischen ihnen eine geheime Einheit, eine innige Affinität besteht, besteht die Möglichkeit, sie zu entdecken.

## Veröffentlichungen
in französischer Sprache
- Le Passager du siècle. Guerres. Révolutions. Europes, Mitautor François Fejtő, Hachette 1999
- Les Frères séparés. Drieu la Rochelle, Aragon et Malraux face à l’Histoire, La Table Ronde 2009[17]
- Marinetti et la révolution futuriste, L’Herne 2009
- Malaparte, vies et légendes, Grasset 2011[18]
- Italo Svevo ou l’antivie, Grasset 2013[19]
- Une génération perdue. Les Poètes-guerriers dans l’Europe des années 1930, Seuil 2015[20]
- D’Annunzio le Magnifique, Grasset 2018[21]
- Amours diplomatiques, Grasset 2020
- Le Mystère Mussolini, Perrin 2021[22]
- Visiteur, Grasset, 2023[23]

in italienischer Sprache
- Una cultura dell’autorità. La Francia di Vichy, Collana Biblioteca di Cultura moderna, Laterza, Bari 1980, Neuauflage 2011, ISBN 978-88-420-1682-3
- L’esteta armato. Il Poeta-Condottiero nell’Europa degli anni Trenta,  Il Mulino, Bologna 1990, Neuauflage 2015, ISBN 978-88-95925-54-7
- La ferita della modernità. Intellettuali, totalitarismo e immagine del nemico, Collana Saggi, Il Mulino, Bologna 1992, ISBN 978-88-15-03680-3
- Al di là della decadenza. La rivolta dei moderni contro l’idea della fine, Collana Saggi, Il Mulino, Bologna 1994, ISBN 978-88-15-04676-5
- Il passeggero del secolo. Guerre, Rivoluzioni, Europe, Mitautor François Fejtő, Collana La Nuova Diagonale, Sellerio, Palermo 2001, ISBN 978-88-389-1677-9
- L’inquilino del Quai d’Orsay, Collana La Nuova Diagonale, Sellerio, Palermo 2002, ISBN 978-88-389-1771-4
- Dopo la caduta. Episodi del Novecento, Collana Transizioni, Ideazione, 2004, ISBN 978-88-88800-37-0
- Fratelli separati. Drieu, Aragon, Malraux, a cura di M. Cabona, S. Pallaga, M. Grillo, Collana Solitudini, Edizioni Settecolori, Mailand 2007, ISBN 978-88-902367-0-9, Neuauflage 2021, ISBN 978-88-96986-47-9.
- Guido Piovene. Il diavolo e l’acquasanta, Collana Luoghi, Liaison, Courmayeur 2009, ISBN 978-88-95586-08-3
- La gabbia infranta. Gli alleati e l’Italia dal 1943 al 1945, Mitautor Ennio Di Nolfo, GLF editori Laterza, Rom 2010
- Malaparte. Vite e leggende, Collana I nodi, Marsilio, Venedig 2012, ISBN 978-88-317-1332-0
- Antivita di Italo Svevo, Collana Biblioteca, Nino Aragno Editore, Turin 2017, ISBN 978-88-8419-928-7
- L’Imaginifico. Vita di Gabriele D’Annunzio, Collana I narratori delle tavole, Neri Pozza, Vicenza 2019, ISBN 978-88-545-1794-3
- Il caso Mussolini, Collana I colibrì, Neri Pozza, Vicenza 2021, ISBN 978-88-545-2312-8